# Pianello
 Pianello  là một xã ở tỉnh Haute-Corse trên đảo Corse, Pháp. Xã này có diện tích 16,73 km², dân số năm 1999 là 76 người. Khu vực này có độ cao 811 mét trên mực nước biển.